# セヴェロドネツィク空港
セヴェロドネツィク空港（セヴェロドネツィクくうこう、ウクライナ語: Аеропорт Сєвєродонецьк）は、ウクライナ東部ルハーンシク州のセヴェロドネツィク市に位置する閉鎖されている空港である。比較的小規模で全長1420メートルの滑走路一本を有している。
ドンバス戦争によってルハーンシク空港 が著しく損害を受けたのち、セヴェロドネツィク空港はルハーンシク空港に代ってオーブラスチ（州）の主要な航空施設へと制定された。
2015年に名称もセヴェロドネツィク「国際」空港と定められたがこれは名ばかりで、実際は滑走路には雑草が生え、1420メートルという短い全長では、新しい滑走路を整備せずには近代的な航空機の発着を受け入れられるような状態ではなかった。